# Figurer fra Crash Bandicoot
Crash Bandicoot er en serie platformspil der siden 2005 udgives af Radical Entertainment. Tidligere blev det udviklet af Naughty Dog fra 1996 til 1999, og Traveller's Tales og Vicarious Visions fra 2002 til 2004. Serien indeholder en lang række figurer, designet af en lang række kunstnere, med Charles Zembillas og Joe Pearson værende de mest bemærkelsesværdige.
Serien fokuserer på konflikterne mellem en muteret bandicoot (punggrævling) ved navn Crash Bandicoot og hans skaber Doctor Neo Cortex. Crash er hovedsageligt den figur der optræder som den spilbare hovedperson, dog er andre figurer, såsom Coco Bandicoot og Doctor Neo Cortex, til tider også spilbare. Serien startede ud med at indeholde ni figurer, men dette antal er siden blevet udvidet og serien indeholder nu over 60 individuelle figurer.

## Overordnede Helte

### Crash Bandicoot
Crash Bandicoot (クラッシュ・バンディクー Kurasshu Bandikū) er den primære hovedperson i spilserien og den figur som spillere oftest har fuld kontrol over. Crash fik navnet tildelt af Naughty Dog i forbindelse med hans tendens til at smadre kasser. Brendan O'Brien lægger stemme til ham i Naughty Dog-spillene, Steve Blum i Crash Nitro Kart, og Jess Harnell i Radical Entertainment-spillene. I den japanske version af serien er det Kappei Yamaguchi der lægger stemme til ham og til Crash Nitro Kart og Makoto Ishii i Crash Boom Bang!.
Crash var engang en ordinær tasmansk punggrævling, men blev indfanget fra den vilde natur af Doctor Neo Cortex og udsat for Evolvo-Ray som en del af Cortexs plan i at gøre Crash "general" for hans "Cortex Commandos", som skulle bruges til at dominere verden. Dog da Dr. Cortex putter Crash ind i "Cortex Vortex" for at gøre Crash loyal kun over for Cortex, får maskinen en funktionsfejl, hvilket betyder at Crash bliver anset som uværdig til at være i Cortex' hær, Crash bliver smidt ud af Cortexs slot. Som hævn og for at redde den hunlige bandicoot kaldet Tawna rejser Crash igennem Wumpa Øerne, og bekæmper Cortex' håndlangere på vejen. Han stjæler til sidst Cortexs luftskib, bekæmper Doctor Cortex, og stikker af sammen med Tawna. Et år senere er Crash sendt af sted efter et nyt laptop-batteri til hans søster Coco, men bliver snart bortført af Docter Neo Cortex, som påstår at have ændret sig. Crash har fået ordre til at samle krystaller for Cortex, imens han bekæmper modstand fra Doctor Nitrus Brio. Når Cortex' sande hensigt er afsløret, sender Crash Cortex flyvende ud i rummet og hjælper Nitrus Brio med at ødelægge Cortex' rumstation. Når resterne fra rumstationen smadrer ind i Jorden og sætter den dæmoniske Uka Uka fri, bliver Crash rekrutteret af Aku Aku til at bruge Doctor Nefarious Tropys tids-vridende maskine for at samle de kraftfulde krystaller på deres originale sted før Cortex gør. Crash samler til sidst alle 25 krystaller og bekæmper Nefarious Tropy, der er skyld i at den tids-vridende maskine imploderer. Crash viser sig som en spilbar figur i Crash Team Racing og Crash Bash. Epilogen fra Crash Team Racing oplyser at Crash har solgt sin livshistorie, titlen er "The Color Orange", til et stort filmstudio, sat til at blive udgivet ved juletid.
I Crash Bandicoot: The Wrath of Cortex, er Crash rekrutteret til at samle krystaller og at returnere en gruppe af destruktive masker kaldet the Elementals til en dvaletilstand og stoppe Cortex' nye supervåben Crunch Bandicoot. Han er rekrutteret til at samle krystaller endnu engang i Crash Bandicoot: The Huge Adventure for at drive en maskine bygget af Coco, der vil omvende effekten af Cortex' Planetary Minimizer, som har skrumpet Jorden ned til en størrelse af en grapefrugt. I Crash Bandicoot 2: N-Tranced bliver Crash vækket fra en lur, da Coco og Crunch er ved at blive kidnappet af Nefarious Tropy og N. Trance. Han er selv tæt på at blive kidnappet før Aku Aku redder ham. Han bliver så sendt af sted for at redde Crunch og Coco, rekruttere Fake Crash og nedkæmpe N. Trance og Nefarious Tropy. Crash er en spilbar figur i Crash Nitro Kart, hvor han er bortført (sammen med andre figurer) af Emperor Velo XXVII og er presset til at deltage i the Galaxy Circuit. Da Velo overgiver sine kræfter til Crash, så overvejer Crash alvorligt muligheden af at regere over Velos kejserrige, men bestemmer sig for at sige nej til Velo og forlade ham og hans kejserrige. I Crash Twinsanity, efter at have forpurret endnu et plot fra Doctor Cortex for at eliminere ham, slår Crash sig sammen med Cortex for at bekæmpe the Evil Twins (de Onde Tvillinger) og at genoprette den naturlige orden i universet. I Crash Bandicoot Purple: Ripto's Rampage er Crash snydt til at tro at Spyro the Dragon angriber Wumpa Island (Wumpa Øen), men opdager sandheden efter en kamp på en bro. Han slår sig sammen med Spyro for at bekæmpe de kombinerede styrker Doctor Neo Cortex og Ripto.
I Crash Tag Team Racing er Crash rekrutteret (sammen med andre figurer) af Ebenezer Von Clutch for at samle de stjålne Power Gems (Kraft-ædelsten) fra hans underholdningspark og vinde parkens ejerskab. Han finder også Von Clutchs forsvundne Black Power Gem ved slutningen af spillet.

### Aku Aku
Aku Aku (アク・アク Aku Aku) er Wumpa Islands beskytter og Crashs faderfigur og ven. I Crash Twinsanity er det Mel Winkler der lægger stemme til ham, mens det er Greg Eagles fra og med Crash of the Titans. I den japanske version er det Kenichi Ogata der lægger stemme til ham frem til Crash Twinsanity.
Aku Aku er en ånd fra en ældgammel heksedoktor, der er indfanget i en svævende træmaske. Da han fornemmede Crashs mission om at stoppe Doctor Cortex, spredte han kopier af sig selv rundt omkring på Wumpa Islands for at hjælpe ham. Når Crash besidder en Aku Aku maske, vil han blive beskyttet fra et fjendtlige angreb eller kontakt. Samler man tre Aku Aku masker, giver det Crash begrænset uovervindelighed fra mindre farer. I Crash Bandicoot 3: Warped, bliver Aku Akus onde yngre bror, Uka Uka, introduceret da resterne af Cortexs rumstation styrter ind i Jorden og sætter Uka Uka fri. Aku Aku fortæller Crash og Coco historien om hvordan han spærrede Uka Uka inde i et underjordisk fængsel for mange uendeligheder siden. Han giver de to en overdragelse af at samle krystaller der ligger spredt ud igennem tiden og holde dem fra hænderne af Uka Uka og Doctor Cortex. Mens Crashs kamp sidste kamp mod Docter Neo Cortex, Aku Aku afværger af Uka Ukas angreb mens kampen er i gang. Aku Aku viser sig i Crash Team Racing som en lære til figurerne Crash, Coco, Polar og Pura, giver dem gode tips og tricks igennem spillet.

### Coco Bandicoot
Coco Bandicoot (ココ・バンディクー Koko Bandikū) er Crash Bandicoots højt intelligente søster. Vicki Winters lægger stemme til hende i Crash Bandicoot 2: Cortex Strikes Back, Hynden Walch i Crash Team Racing, og Debi Derryberry fra og med Crash Bandicoot: The Wrath of Cortex. I den japanske version af spillet er det Haruna Ikezawa der lægger stemme til Coco i PlayStation-spillene, Ema Kogure i Crash Bandicoot: The Wrath of Cortex og Crash Twinsanity, Satomi Arai i Crash Tag Team Racing, og Risa Tsubaki i Crash Boom Bang!.

### Crunch Bandicoot
Crunch Bandicoot (クランチ・バンディクー Kuranchi Bandikū) er en super-bandicoot der originalt blev designet med det formål at tilintetgøre Crash Bandicoot. Efter hans nederlag til Crash ændrede Crunch dog sin indstilling og valgte i stedet at prøve at være en god rollemodel for børn. Kevin Michael Richardson lægger stemme til ham i Crash Bandicoot: The Wrath of Cortex og Crash Nitro Kart, og Chris Williams fra og med Crash Tag Team Racing. I Japan er det Yūji Kishi der lægger stemme til ham i Crash Bandicoot: The Wrath of Cortex og Crash Nitro Kart, Masafumi Kimura i Crash Tag Team Racing, og Shinya Fukumatsu i Crash Boom Bang!.

## Overordnede skurke

### Doctor Neo Cortex
Doctor Neo Cortex (ドクター・ネオ・コルテックス Dokutā Neo Korutekkusu) er den primære skurk i serien. Hans navn er baseret på ordet "neocortex", som er en del af hjernen. I Crash Bandicoot lægger Brendan O'Brien stemme til ham, mens Clancy Brown lagde stemme til ham fra 1997 til 2003, og Lex Lang fra og med Crash Twinsanity. I den japanske version af serien er det Shōzō Iizuka der lægger stemme til ham i alle spil undtagen Crash Boom Bang!, hvor det er Yōsuke Akimoto. I flashbacks hvor man ser Cortex' barndom i Crash Twinsanity, er det Debi Derryberry i den engelske version og Noriko Suzuki i den japanske.

### Doctor N. Gin
Doctor N. Gin (ドクター・エヌ・ジン Dokutā Enu Jin, stavet N-Gin i Radical Entertainment-spillene) Doctor Neo Cortex højre hånd, og udskiftningen af Doctor Nitrus Brio efter Crash Bandicoot. N Gin's navn er baseret på det engelske ord "engine" der betyder "motor". I Naughty Dog-spillene lægger Brendan O'Brien stemme til ham, Corey Burton i Crash Bandicoot: The Wrath of Cortex, Quinton Flynn i Crash Nitro Kart og Crash Twinsanity, og Nolan North i Radical Entertainment-spillene. I den japanske version af serien er det Kazuhiro Nakata der lægger stemme til ham i Crash Twinsanity, og Mitsuru Ogata i Crash Tag Team Racing.

## Andre skurke
- Tiny Tiger
- Uka Uka
- Dingodile
- Doctor Nitrus Brio
- Nina Cortex

## Andre Figurer

### Polar
Polar (ポーラ Pōra) er Crash Bandicoots kæledyrsisbjørn. I Crash Bandicoot 2: Cortex Strikes Back lader han ham ride på sin ryg, og hjælper ham dermed gennem nogle af snebanerne og med at flygte fra kæmpe isbjørne. Han er spilbar i Crash Team Racing og Crash Nitro Kart. I Crash Nitro Kart lægger Debi Derryberry stemme til ham, mens det i den japanske version er Satomi Kōrogi der lægger stemme til ham, med undtagelse af i Crash Nitro Kart.

### Pura
Pura (プーラ Pūra) er Coco Bandicoots kæledyrstiger. Han havde sin debut i Crash Bandicoot 3: Warped, hvor han hjalp Coco over Den Kinesiske Mur, og i kampen mod Doctor N. Gin på Månen. Han er spilbar i Crash Team Racing, Crash Nitro Kart og Crash Boom Bang!. Paul Greenberg lægger stemme til Pura i Crash Nitro Kart. I den japanske version lægger Taeko Kawata stemme til ham, med undtagelse af Crash Nitro Kart, og Crash Boom Bang! hvor Asuka Tanii lægger stemme til ham.

### Madame Amberly
Madame Amberly er forstanderinde på Academy of Evil. Her styrer hun skolen med hård hånd og piner og chikanerer børnene, der gå på hendes skole. Hun har både haft N. Gin, N. Brio og Doctor Neo Cortex som børn, og er ikke glad for Cortex, som hun kalder en "cry baby". Derudover tror hun ikke på, at Cortex er en ond videnskabsmand, og derfor vil Cortex hævne sig på hende ved at besejre hende ved at skyde hendes reb over som hun hænger i, så hun falder ned på gulvet. Hun bliver aldrig fundet igen, men til sidst er der en silhuet af hende i Evil Crash' hus. Derudover har Cortex' niece Nina også gået på skolen, indtil hun blev sendt til Evil Public School.
Madame Amberly har elektriske kræfter som hun producerer igennem hendes hænder. Hun bruger kræfterne til at flytte nogle objekter rundt som er nogle klokker. Hendes medvirker kun i Crash Twinsanity.

### Andre figurer
- Baby T
- Nina Cortex
- Doctor Nefarious Tropy
- Tawna
- Fake Crash
- Penta Penguin
- Papu Papu
- Ripper Roo
- Koala Kong
- Pinstripe Potoroo
- Komodo Brothers
- Rilla Roo
- Evil Crash
- N. Trance
- Emperor Velo XXVII
- Nitros Oxide
- Zam
- Zem
- Krunk
- Nash
- Norm
- Geary
- Evil Twins
- Ebeneezer Von Clutch
- Pasadena O' Possum
- Willie Wumpa Cheeks
- Chick Gizzard Lips
- Stew
- Park Drones
- Rusty Walrus

## Figurer fra Spyro the Dragon
I Spin-Off spillet Crash Bandicoot: Fusion optræder en række af figurerne fra spilserien Spyro the Dragon. Blandt disse er Spyro the Dragon, Sparx og Blink fra de godes side samt Ripto, Crush og Gulp fra de ondes side.